# Cantagalo (Cantagalo)
Cantagalo é uma aldeia de São Tomé e Príncipe, localiza-se no Distrito de Cantagalo, ilha de São Tomé, próxima às localidades de Olivares Marim e de Mendes da Silva.